# Romuald Zawadzki
Romuald Sebastian Zawadzki (ur. 1910 w Jeleniewie, zm. 1974) – polski matematyk, profesor Politechniki Łódzkiej.

## Życiorys
W 1933 roku ukończył studia na Uniwersytecie Warszawskim. Po studiach pracował jako nauczyciel w Suwałkach (1934–1939). 
Podczas wojny trafił do obozu jenieckiego (Oflag II C Woldenberg), gdzie razem z matematykiem Witoldem Janowskim (późniejszym dziekanem Wydziału Chemicznego PŁ) i Januszem Stalińskim (późniejszym rektorem Politechniki Gdańskiej) prowadził zajęcia Wyższego Kursu Nauczycielskiego.
Po wojnie był nauczycielem w Łodzi (1945–1948). Od 1948 roku pracował na Politechnice Łódzkiej, a w latach 1953–1967 także na Uniwersytecie Łódzkim. W 1958 roku uzyskał stopień kandydata nauk matematycznych na Uniwersytecie Łódzkim (promotor: Zygmunt Charzyński), w 1961 roku stanowisko docenta habilitowanego w Katedrze Matematyki Wydziału Chemicznego Politechniki Łódzkiej. W latach 1962–1966 pełnił funkcję prodziekana na Wydziale Chemii Spożywczej PŁ, a w latach 1970–1972 był prorektorem uczelni. W 1973 uzyskał tytuł naukowy profesora nadzwyczajnego. Napisał 10 prac z teorii funkcji analitycznych; wypromował 2 doktorów.
W latach 1965–1967 pełnił funkcję prezesa Oddziału Łódzkiego Polskiego Towarzystwa Matematycznego.
15 stycznia 1955 został odznaczony Medalem 10-lecia Polski Ludowej.